# Stefan Stefański (dziennikarz)
Stefan Stefański (ur. 8 grudnia 1910 w Warszawie, zm. 5 listopada 1963 tamże) – polski dziennikarz.
W 1929 ukończył Gimnazjum im. Władysława IV i rozpoczął studia na Wydziale Prawa Uniwersytetu Warszawskiego, które ukończył w 1934. Po ukończeniu studiów zaangażował się w pracę dziennikarską, współpracował z Cyrulikiem Warszawskim, Wróblami na Dachu i Szpilkami. Po zakończeniu II wojny światowej rozpoczął pracę redaktora naczelnego czasopisma satyrycznego Rózgi i zajmował to stanowisko do 1947. Pisał felietony publikowane w Dzienniku Łódzkim, od 1947 był zastępcą redaktora naczelnego Głosu Robotniczego. Należał do Związku Zawodowego Literatów Polskich, równocześnie będąc aktywnym w Stowarzyszeniu Dziennikarzy jako Sekretarz Generalny. Od 1955 był pracownikiem Expressu Wieczornego, przez cały okres powojenny był czynnym literatem.